# Giordana Angi
Giordana Angi (Vannes, 12 de enero de 1994) es una cantautora y productora discográfica italiana con ciudadanía francesa.
Tras debutar en 2012 en Sanremo Social y participar en el 62º Festival de San Remo en la sección "Giovani" con la canción Incognita poesia, en 2019 alcanzó la fama tras participar en la decimoctava edición del talent show Amici di Maria De Filippi, en el que quedó en segundo lugar y ganó el premio de la crítica periodística TIM. En 2020 participó en el 70º Festival de San Remo con la canción Come mia madre.

## Biografía

### Primeros años
Nacida en 1994 en Vannes, Bretaña, de madre francesa, azafata de vuelo y padre italiano, pasó los primeros años de su vida entre Italia y Francia, hasta que se trasladó definitivamente a Aprilia con su familia; Luego decidió dedicarse a la música. De regreso a Italia tomó lecciones de guitarra y canto jazz, aprendiendo también a tocar el piano.
Creció con referencias musicales que iban desde Bob Dylan y los Beatles hasta AC/DC, desde Édith Piaf hasta Mina. Asistió a la escuela secundaria clásica. El 11 de diciembre de 2020, a través de una larga publicación en su perfil de Instagram, anunció que se había inscrito en la Facultad de Letras y Filosofía de la Universidad.

### 2012-2017: Sanremo Social y Festival de Sanremo 2012
En 2012 fue seleccionada entre los sesenta finalistas del concurso de canto Sanremo Social, donde participó con la canción Incognita poesia. Posteriormente compitió con la misma canción en el 62º Festival de San Remo en la sección "Jóvenes", pero no logró llegar a la final.  Posteriormente se convirtió en la intérprete de Poker Generation, canción de la banda sonora de la película Minigotto del mismo nombre.
En 2015 colaboró con Absolut y participó en su single Ti lascio andare. En 2016 salió a la venta su primer sencillo Chiusa con te (XXX) en el sello Sugar Music, producido por Tiziano Ferro. Al año siguiente cantó Bam Bam, el tema de la segunda edición del Lazio Pride; En el mismo año se lanzó la canción Amarti (qui ed ora).

### 2018-2019: Participación enAmici 18y el primer álbumCasa
En 2018 fue autora de la canción Senza appartenere de Nina Zilli, con quien esta última compitió en el 68º Festival de San Remo .  En noviembre participó en las audiciones de la decimoctava edición del talent show musical Amici di Maria De Filippi emitido por Canale 5, accediendo luego a la fase inicial. El 30 de marzo de 2019 accedió a la fase vespertina del programa y el 25 de mayo llegó a la final, quedando segunda y ganando el premio de la crítica periodística TIM. Durante su recorrido dentro del talent show Amici publicó varias canciones inéditas, entre ellas, Casa, Chiedo di non domanda, Quante volte ad aspettarti, Questa è vita y Ti ho credeva. Dentro de la escuela también hizo amigos y colaboró con Alberto Urso, ganador de la misma edición, escribiendo la letra del sencillo Accanto a te, incluido en el álbum Solo.
El sencillo Casa debutó en el número 44 en la lista Top Singles, logrando posteriormente la certificación platino con más de 70 000 copias certificadas. El EP homónimo, lanzado el 19 de abril de 2019, debutó en la segunda posición en la lista de álbumes FIMI, recibiendo el disco de oro por más de 25 000 copias vendidas. El 24 de mayo se lanzó una edición especial del proyecto, con la incorporación de dos canciones: Tra Parigi e Los Angeles y Guardarci dentro.
El 5 de julio de 2019 estuvo disponible el single Chiedo di non domanda, segundo sencillo del EP Casa con una parte en francés presentado en el casting Amici junto a Quante volte ad aspettarti.  Tras el Casa Instore Tour,  el 27 de mayo de 2019 se anunció el Casa Tour que incluye varias paradas, entre ellas Milán y Roma, el 6 y 11 de octubre en Alcatraz y Atlántico respectivamente. El 14 de julio interpretó los sencillos Casa y Chiedo di non domanda en Battiti Live.

### 2019-2020:Quiero ser tuyoy Festival de San Remo 2020
El 26 de agosto de 2019 se lanzó el sencillo Stringimi più forte, que precedió a un segundo proyecto de grabación y fue certificado oro por FIMI. El álbum, titulado Voglio essere tua, fue lanzado el 11 de octubre de 2019 y debutó en el número uno en la lista de álbumes FIMI, la primera artista femenina en alcanzar este hito en 2019. El álbum contiene diez canciones y la primera del tracklist, Oltre mare, fue grabada junto a su excompañero de colegio en Amici, Alberto Urso. Antes de su lanzamiento real, la canción se convirtió en el tema principal del episodio de apertura de la primera edición de Amici Celebrities , en el que los dos cantantes interpretaron los papeles de entrenadores de los dos equipos en competencia.
El 4 de octubre de 2019 se anunció el tour Voglio essere tua Instore Tour, que comenzó en Palermo el 12 de octubre y luego tocó otras importantes ciudades italianas, incluidas Roma y Milán. El 24 de noviembre del mismo año anunció, a través de sus redes sociales, un evento de concierto programado para el 23 de mayo de 2020 en el Palalottomatica de Roma, el cual fue posteriormente cancelado debido a la emergencia provocada por el COVID-19 en Italia. Durante 2019 escribió y produjo algunas canciones para el séptimo álbum de Tiziano Ferro, Accetto miracoli, incluido el sencillo del mismo nombre, Casa a Natale y Buona (cattiva) sorte. También escribió la canción Solo con te, extraída del segundo álbum de estudio de Alberto Urso Il sole ad est.
El 31 de diciembre de 2019, tras participar en L'anno che verrà presentado por Amadeus, se dio a conocer su participación en el 70º Festival de San Remo, donde en febrero de 2020 concursó con la canción Come mia madre .  Al finalizar el evento musical, se ubicó en el vigésimo lugar del ranking final. El sencillo fue incluido en la reedición del álbum Voglio essere tua, titulado Sanremo Edition. 

### 2020-2022:Mi muovoyQuesta fragile bellezza
En mayo de 2020 fue confirmada en el elenco de la primera edición del talent show Amici speciali junto a Gaia, The Kolors, Michele Bravi e Irama. El 14 de mayo lanzó el single Amami adesso, seguido el 19 de noviembre por el single Siccome sei. El 30 de abril de 2021 lanzó el sencillo Tuttapposto, que contó con la colaboración de Loredana Bertè.
El 14 de mayo lanzó su segundo álbum de estudio Mi muovo, que contiene los sencillos Amami adesso, Siccome sei, Tuttapposto y el nuevo sencillo Farfalle colorata, lanzado el 16 de julio. El álbum debutó en el número 11 en la lista FIMI. Durante el año escribe las canciones 0 passi y Mentre ti spoglio para la vigésima edición del finalista Amici Deddy, supervisando y produciendo parte de su álbum debut. Durante el año escribió la canción Il nostro tempo, presente en el álbum Tutto succede de Alessandra Amoroso .  Participó como juez en el casting inicial de la vigésimo primera edición de Amici y colaboró durante el programa como tutor y coach de canto.
El 26 de noviembre de 2021 lanzó el sencillo Passeggero. El 22 de abril de 2022 se lanzó el sencillo Le cose che non dico, seguido el 21 de septiembre por el sencillo Un autunno fa. El 28 de octubre lanzó su tercer álbum de estudio Questa fragile bellezza, que contiene las canciones Passeggero, Le cose che non dico y Un autunno fa y posteriormente alcanzó la posición 27 de la lista FIMI.

### 2022-2023: La fundación de 21co yGiordana
En 2022 fundó el sello discográfico 21co, junto a Mamo Giovenco, Emanuela Sempio, Gabriele Costanzo, la cantante Briga y Fascino PGT. Angi se desempeñó como A&R del sello, del cual fue socia del grupo hasta 2023. El 29 de marzo se hizo disponible su colaboración con el cantautor Pascal Obispo en la canción J'étais pas fait pour le bonheur, en la que cantó en tres idiomas (francés, inglés y español ). En el mismo año abrió los veinticinco conciertos de Pascal Obispo en Francia, a través del Tour Giordana Angi Tour - Opening For Pascal Obispo.
El 1 de septiembre de 2023 se lanzó Photo, un sencillo destinado al sello Cherrytree Records y a las emisoras de radio francesas. El 19 de octubre se lanzaron cuatro versiones de la canción (en italiano, inglés, francés y español ). El 10 de noviembre lanzó su segundo EP Giordana, también en cuatro versiones y que contiene las canciones Photo, Con questa luce (lanzada el mismo día, a la que se le hicieron cuatro versiones en italiano, inglés, francés y español en colaboración con la cantante y rapera Shaggy) y el nuevo sencillo Ritorno sempre a te, lanzado el 5 de enero de 2024.

### 2023-presente:She's so Great
En 2023, tras dejar Amici y el sello 21co, comienza a centrarse en un nuevo proyecto internacional en Londres . El 15 de marzo de 2024 se lanzó el sencillo Take Us Home, que anticipó el lanzamiento de su cuarto álbum de estudio She's so Great, un proyecto internacional lanzado el 24 de mayo siguiente, distribuido por el sello Cherrytree Records y producido en cuatro versiones (italiano, inglés, francés y español). Para promocionar el álbum, del 27 de mayo al 3 de agosto, estuvo ocupada en una gira con Sting,  que los vio actuar como teloneros en varios clubes europeos, a través del Giordana Angi Tour - Opening For Sting. El 12 de julio se lanzó el sencillo en español Locura Real.
Posteriormente, tras firmar con el sello Warner Music Italia, el 15 de noviembre de 2024 lanzó el sencillo Piano piano. El 6 de diciembre se puso a disposición el single Il nostro amore, en colaboración con Sting.

## Estilo y influencias musicales
La cantautora reveló que no se inspira en un solo género musical, sino que se inspira en artistas muy lejanos, entre ellos Bob Dylan, Chet Baker, AC/DC, Édith Piaf, Mina, Rihanna, Britney Spears y Drake. Angi también está influenciada por los géneros musicales que escuchó en su infancia, incluidos Billie Holiday, Aretha Franklin, Ray Charles y en general la música de los años 60 y 70.
Inspirada por Dante Alighieri, Italo Calvino, Alda Merini, Hermann Hesse, la cantautora describió su proceso de composición: "Escribir, para mí, es una urgencia. Representa la libertad y no puedo prescindir de ella. Todas las noches escribo mi diario para comprender mis estados emocionales, lo que estoy experimentando". Ella añadió: "Escribir es por lejos mi parte favorita de una canción, y componer canciones es un arte hermoso que requiere cuidado, atención y mucho ensayo y error".
El artista es también multiinstrumentista, con especial afición por el piano. También dijo que se inspira en la danza moderna, calificándola de "una forma diferente de expresar la música".

## Vida privada
La cantautora ha declarado que es lesbiana.

## Discografía
- 2019 – Voglio essere tua
- 2021 – Mi muovo
- 2022 – Questa fragile bellezza
- 2024 – She's so Great

## Giras
- 2019 – Casa Tour
- 2020 – Voglio essere tua Tour
- 2021 – Mi muovo Live
- 2022 – Questa fragile bellezza Live
- 2023 – Giordana Angi Tour - Opening For Pascal Obispo (Francia)
- 2024 – Giordana Angi Tour - Opening For Sting

## Programas de televisión
- Amici di Maria De Filippi 18 (Canale 5, Real Time, 2018-2019) - concursante
- Amici Celebrities 1 (Canale 5, 2019) - entrenador
- Amici speciali 1 (Canale 5, 2020) - concursante

## Participación en eventos de canto
- Festival de San Remo (Rai 1)
  - 2012 – No finalista en la sección “Joven” con Incognita poesía
  - 2020 – 20º puesto con Come mia madre
- San Remo Social (2012)

## Premios y reconocimientos
- Amici di Maria De Filippi
  - 2019 – Premio de la crítica TIM[101]
- Aprilia
  - 2019 – Premio San Michele[102]
- Maravilloso Modugno
  - 2019 – Premio de la Federación de Autores